# Magyari Lajos (költő)
Magyari Lajos (álneve: Vargyasi Miklós; Székelyudvarhely, 1942. október 26. – Sepsiszentgyörgy, 2015. június 3.) erdélyi magyar költő, műfordító, közíró.

## Élete
Középiskolai tanulmányait szülővárosában végezte, 1966-ban a kolozsvári Babeș-Bolyai Egyetemen magyar nyelv és irodalomtanári oklevelet szerzett. 1966 és 1968 között a Maros megyei Héjjasfalván tanított, 1968-tól a sepsiszentgyörgyi Megyei Tükör belső munkatársa. Első írásával 1962-ben jelentkezett az Ifjúmunkásban, azóta elsősorban versei, emellett bírálatai, tanulmányai, riportjai az Ifjúmunkás, Korunk, Utunk, Igaz Szó, Előre, Falvak Dolgozó Népe, Művelődés és a megyei napilapok hasábjain jelentek meg. Az 1989-es fordulat után meginduló Háromszék főszerkesztője, szókimondó vezércikkeivel országosan is elismerést kelt. 1992 és 1996 között az RMDSZ Kovászna megyei szenátora.

## Művészete
Mint költőt Farkas Árpád és Király László mellett a második Forrás-nemzedék képviselőjének tekintik. 1967-ben a Vitorla-ének c. antológiában jelentkezett, 1969-ben Hétarcú ballada címmel jelent meg Forrás-kötete. Költői magatartásának meghatározója az erkölcs- és közösségközpontú elkötelezettség, ezt ellenpontozza vershelyzeteiben a szülőföld fizikai és szociális kiszolgáltatottsága, természeti és erkölcsi tehetetlensége. Az én-bemutatásnak az első kötetében túlsúlyos (a stílusban is megragadható) biblikus-messianisztikus vonásaitól a Kötésekben eljut az erkölcsi tett feltétlen, öncélú voltának felismeréséig. Az első kötet tárgyias-mitizáló jegyei után a fogalmi kifejtettség válik uralkodóvá, alapvető törekvését azonban mindenütt megőrzi: célja megteremteni a népiség és modernség, sajátos és egyetemes vonások szintézisét a Tamási Áron, Illyés Gyula, Kányádi Sándor képviselte hagyomány szellemében.
Lírájának erkölcsközpontúsága miatt legjellemzőbb rá a létösszegező, önszembesítő verstípus, ezen belül is az, amit Lengyel Ferenc személyiség-szimbolikának nevez: egy példaértékű szereptípus problémáival azonosulva próbál saját maga és közössége kérdéseire válaszolni. A magatartás és a művészi megvalósulás tekintetében egyaránt ideáltipikus értékű Csoma Sándor naplója c. poémája, amelynek nagy sikere (a második Forrás-nemzedék általános fogadtatásával együtt) jelzi, hogy hagyomány és korszerűség szintéziskísérletével fellépése időpontjában érvényes magatartás-mintát tudott kínálni a modernizáció értékellentéteivel szembesülő közönségrétegeknek.
Kötések c. verseskötetéért elnyeri a Marosvásárhelyi Írók Társasága 1979-es díját. Magyar műfordítás-kötetbe foglalja Radu Stanca verseit Hajnali vágta cím alatt (1981). A Kőrösi Csoma Sándor nyomában járó Jakabos Ödön Indiai útinapló c. útleírását (1983) a szerző halála után gondozza és kiadáshoz segíti. A föld igézete c. kötetét olvasva Mészely József arra figyel fel, hogy a versek tetemes hányada történelmi személyiségekhez kapcsolódik: Bethlen Gábor, Dózsa, Tinódi, Bartók, Kodály, Bartalis, Gyárfás Jenő, Benedek Elek emlékéből merít, s így jellemzi a költőt: „...a jelent jövőteremtő küzdelemként szemléli”.

## Kötetei
- Hétarcú ballada (Kányádi Sándor bevezetőjével. Forrás, 1969)
- Csoma Sándor naplója (poéma, 1970. Hétnyelvű – a magyar mellett román, német, orosz, japán, francia, angol – kiadása Kádár László bevezetőjével. Debrecen 1976; hindi nyelvű fordítással bővített változata Debrecen 1978)
- Kötések (verseskötet, 1976)
- A föld igézete (versek, 1988)
- Út az alkonyatba (versek); Móra, Budapest, 1994
- Lélekcserélő idők. Válogatott vezércikkek, 1989–1990; Kolozsvári Művelődés Egyesület, Kolozsvár, 2017
- Válogatott versek; szerk. Fekete Vince; Székelyföld Alapítvány, Csíkszereda, 2019 (Székely könyvtár)
- Lélekcserélő idők. Válogatott vezércikkek, 1991–1993; Kolozsvári Művelődés Egyesület, Kolozsvár, 2019 ("Itt az írás, forgassátok...")